# Сандер Боскер
Сандер Бернард Јозеф Боскер (хол. Sander Bernard Jozef Boschker; Лихтенворд, 20. октобар 1970) је бивши холандски фудбалски голман.

## Каријера
Боскер је каријеру започео у аматерском клубу „Лонга ’30“ у свом родном граду Лихтенворду, а са 16 година прелази да игра за ФК Твенте.
Од сезоне 1989/90 постаје резервни голман првог тима. У одсуству голмана Ханса де Кунинга, Боскер дебитује за Твенте 26. новембра 1989. у утакмици против ФК Харлема. Након повреде голмана Де Кунинга, због које је био приморан да заврши фудбалску каријеру, Боскер постаје први голман од припрема за сезону 1993/94 до 2003. када прелази у Ајакс за који није одиграо ни једну утакмицу. 2001. године са Твентеом осваја први Куп Холандије.
Јуна 2004. потписује уговор на три године са својим претходним тимом ФК Твенте и поново постаје први голман. Наредне године продужава свој уговор до 2009. Фебруара 2009, још увек играјући за Твенте, постаје десети фудбалер који је одиграо 500 утакмица у Ередивизији. Убрзо након тога продужава уговор до 2011. По први пут у историји, Твенте сезоне 2009/10 осваја Ередивизију.

## Репрезентација
27. маја 2010, холандски селектор Берт ван Марвајк објавио је коначан списак играча који учествују на Светском првенству. У пријатељској утакмици против Гане 1. јуна 2010, дебитује заменивши Мишела Ворма на полувремену. Тако постаје најстарији играч који је икада играо за холандску репрезентацију.
| #  | Датум      | Утакмица         | Резултат | Такмичење   |
| -- | ---------- | ---------------- | -------- | ----------- |
| 1. | 01-06-2010 | Холандија - Гана | 4-1      | Пријатељска |

## Статистике
| Сезона  | Клуб      | Такмичење   | Наступи | Голови |
| ------- | --------- | ----------- | ------- | ------ |
| 1989/90 | ФК Твенте | Ередивизија | 1       | 0      |
| 1991/92 | ФК Твенте | Ередивизија | 23      | 0      |
| 1992/93 | ФК Твенте | Ередивизија | 9       | 0      |
| 1993/94 | ФК Твенте | Ередивизија | 34      | 0      |
| 1994/95 | ФК Твенте | Ередивизија | 31      | 0      |
| 1995/96 | ФК Твенте | Ередивизија | 23      | 0      |
| 1996/97 | ФК Твенте | Ередивизија | 34      | 0      |
| 1997/98 | ФК Твенте | Ередивизија | 34      | 0      |
| 1998/99 | ФК Твенте | Ередивизија | 34      | 0      |
| 1999/00 | ФК Твенте | Ередивизија | 34      | 0      |
| 2000/01 | ФК Твенте | Ередивизија | 34      | 0      |
| 2001/02 | ФК Твенте | Ередивизија | 33      | 0      |
| 2002/03 | ФК Твенте | Ередивизија | 32      | 0      |
| 2004/05 | ФК Твенте | Ередивизија | 30      | 0      |
| 2005/06 | ФК Твенте | Ередивизија | 26      | 0      |
| 2006/07 | ФК Твенте | Ередивизија | 34      | 0      |
| 2007/08 | ФК Твенте | Ередивизија | 34      | 0      |
| 2008/09 | ФК Твенте | Ередивизија | 29      | 0      |
| 2009/10 | ФК Твенте | Ередивизија | 34      | 0      |
| Укупно  | Укупно    | Укупно      | 543     | 0      |

## Награде

#### Твенте
- Ередивизија: 2009/10
- Куп Холандије: 2001/02
- Интертото куп: 2006.

#### Ајакс
- Ередивизија: 2003/04